# Sony ericsson w700i
El Sony Ericsson W700i es un modelo walkman muy similar a sus competidores W800i y K750i. Sus características son iguales:
- cámara de 2mpx.
- autofocus.
- flash de leds.
- pantalla de 1.8 pulgadas.
- radio fm.

Este equipo cuenta con una pantalla de 262, mil colores, cámara con una resolución de 2mpx y además un reproductor walkman.
En cuanto a la capacidad de este teléfono, gracias a su expansión de memoria, esta se puede expandir hasta 2gb.